# Хадыяха (приток Полуя)
Хадыяха (устар. Хады-Яха) — река в Приуральском районе Ямало-Ненецкого АО. Устье реки находится на 306-м км правого берега реки Полуй. Длина реки составляет 130 км, площадь водосборного бассейна 1090 км².
Высота устья — 15 м над уровнем моря. Высота истока — 77 м над уровнем моря.

## Данные водного реестра
По данным государственного водного реестра России относится к Нижнеобскому бассейновому округу, водохозяйственный участок реки — Обь от впадения реки Северная Сосьва до города Салехард, речной подбассейн реки — бассейны притоков Оби ниже впадения Северной Сосьвы. Речной бассейн реки — (Нижняя) Обь от впадения Иртыша.